# Tomas de Lemos
Tomás de Lemos (Ribadavia, 1555 – Roma, 23 agosto 1629) è stato un teologo domenicano spagnolo.

## Biografia

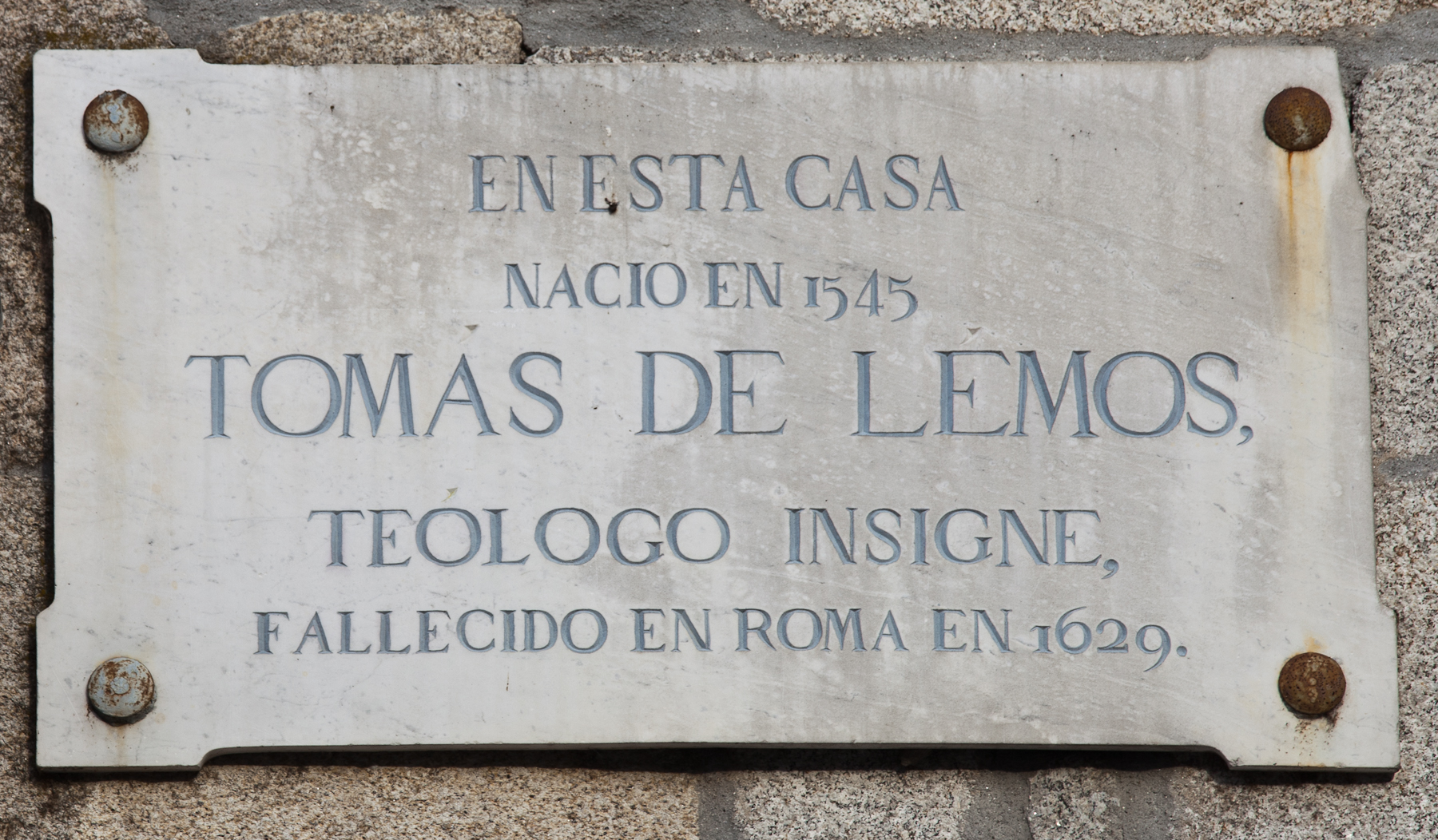
Casa natia

Entrò nell'ordine domenicano da giovane e nel 1590 diventò lettore di teologia e poi reggente degli studi nel convento di san Paolo a Valladolid. Nel 1594 ottenne la cattedra di teologia nella medesima città.
Sostenne Tommaso d'Aquino e si oppose a ogni deviazione dalla dottrina di Agostino d'Ippona. Fu mandato dal generale dell'ordine come suo rappresentante alla congregatio de Auxiliis,  convocata da papa Clemente VIII.
Passò i suoi ultimi anni nel convento Sopra Minerva e diventò totalmente cieco tre anni prima della sua morte. Nel 1610 era professore di teologia al collegio di san Tommaso, futura Pontificia università "San Tommaso d'Aquino".

## Opere

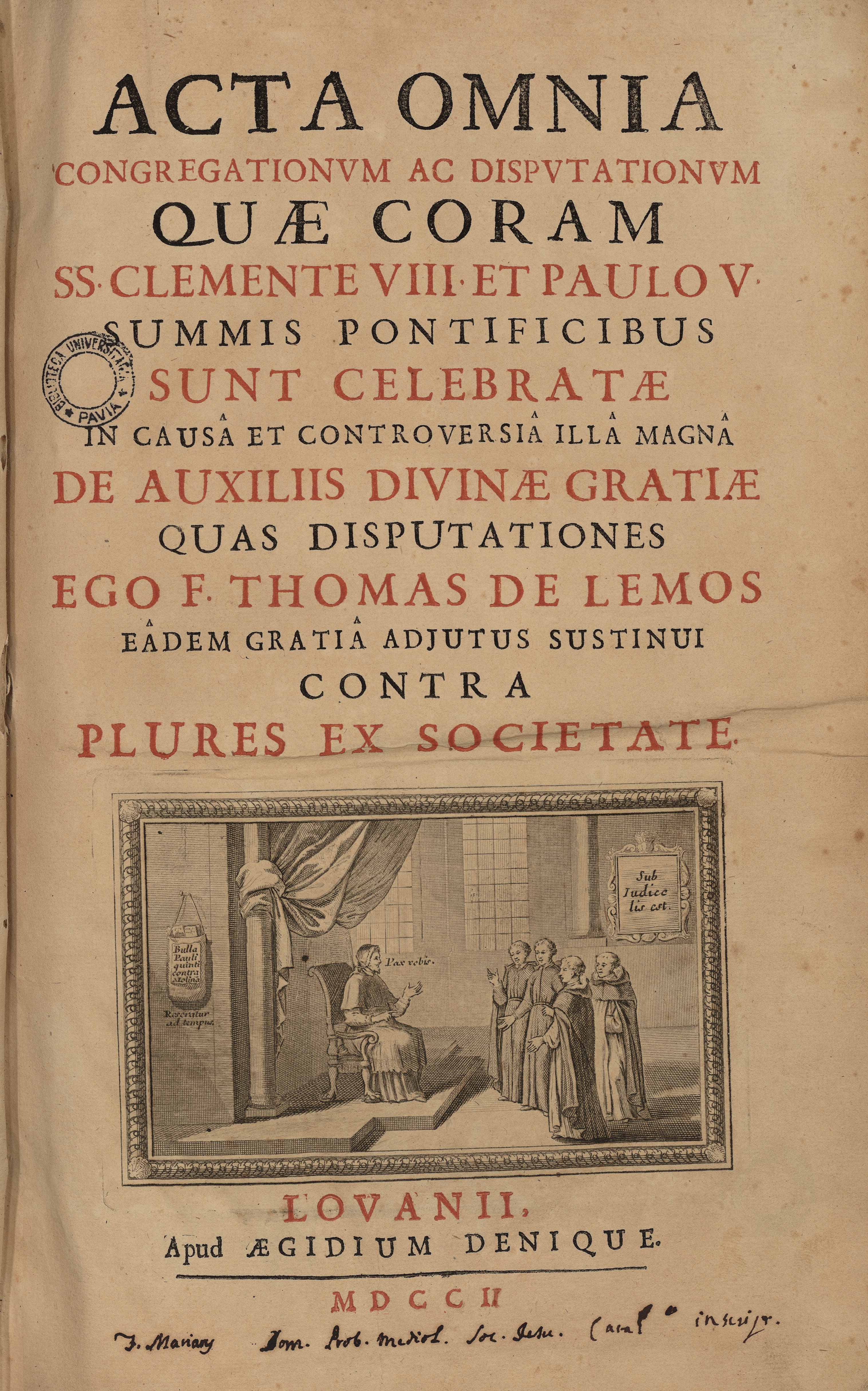
Acta omnia Congregationum ac disputationum, 1702

- (LA) Acta omnia Congregationum ac disputationum, Lovanio, Gilles Denique, 1702.